# Törpeszövő
A törpeszövő (Cilix glaucata) a sarlósszárnyúfélék családjába tartozó, Eurázsiában és Észak-Afrikában honos lepkefaj. 

## Megjelenése
A törpeszövő szárnyfesztávolsága 2-2,8 cm. Feje és vállai fehérek, teste szürke vagy szürkésfehér, olykor barnás. Szárnyai fehérek. Az elülső szárnyak töve kissé szürkés, belső szegélyél nagy kékes, kékesfekete foltok találhatók, a szárny közepén pedig összeérő-különváló szürke foltok láthatók. A szárnyak peremén szaggatott szürke sáv, kis szürke háromszögfoltok és kerek fekete foltok sorakoznak. A hátulsó szárny szegélyét szürke foltsor díszíti. A szárnyak fonákja fehér, az elülső szárny pereménél, a külső szegélynél és középen szürke. A rojt viszonylag hosszú, fényes, szürke vagy fehér színű. A pihenő, összecsukott szárnyú lepke fehér-barna foltjaival madárürülékre emlékeztet. 
Petéje ovális alakú, kezdetben sárga színű, később vörös.
A hernyó vörösbarna alapszínű, oldalain sötétebb vonalak futnak. Hátán sötétebb közepű halvány folt, a 2-3. szelvényen hegyes púp található. Bábja szürkésbarna, szárnytokja szürkéskék. 
Változékonysága nem számottevő.

### Hasonló fajok
Magyarországon nem él hasonló faj.

## Elterjedése
Eurázsiában (a Brit-szigetektől Kínáig) és Északnyugat-Afrikában honos. Magyarországon mindenütt megtalálható, gyakori lepke. 

## Életmódja
Meleg, bokros rétek, bozótosok, erdőszélek lakója. Éjjel aktív. 
Áprilistól szeptemberig két vagy három, majdnem egybefolyó nemzedéke nő fel. Hernyóit májustól októberig lehet látni, a leggyakrabban a kökény (ritkábban galagonya vagy más rózsaféle bokrok, gyümölcsfák) leveleit, fiatal hajtásai rágja. Levelek között vagy kéregrepedésekben bábozódik és bábként telel át.  

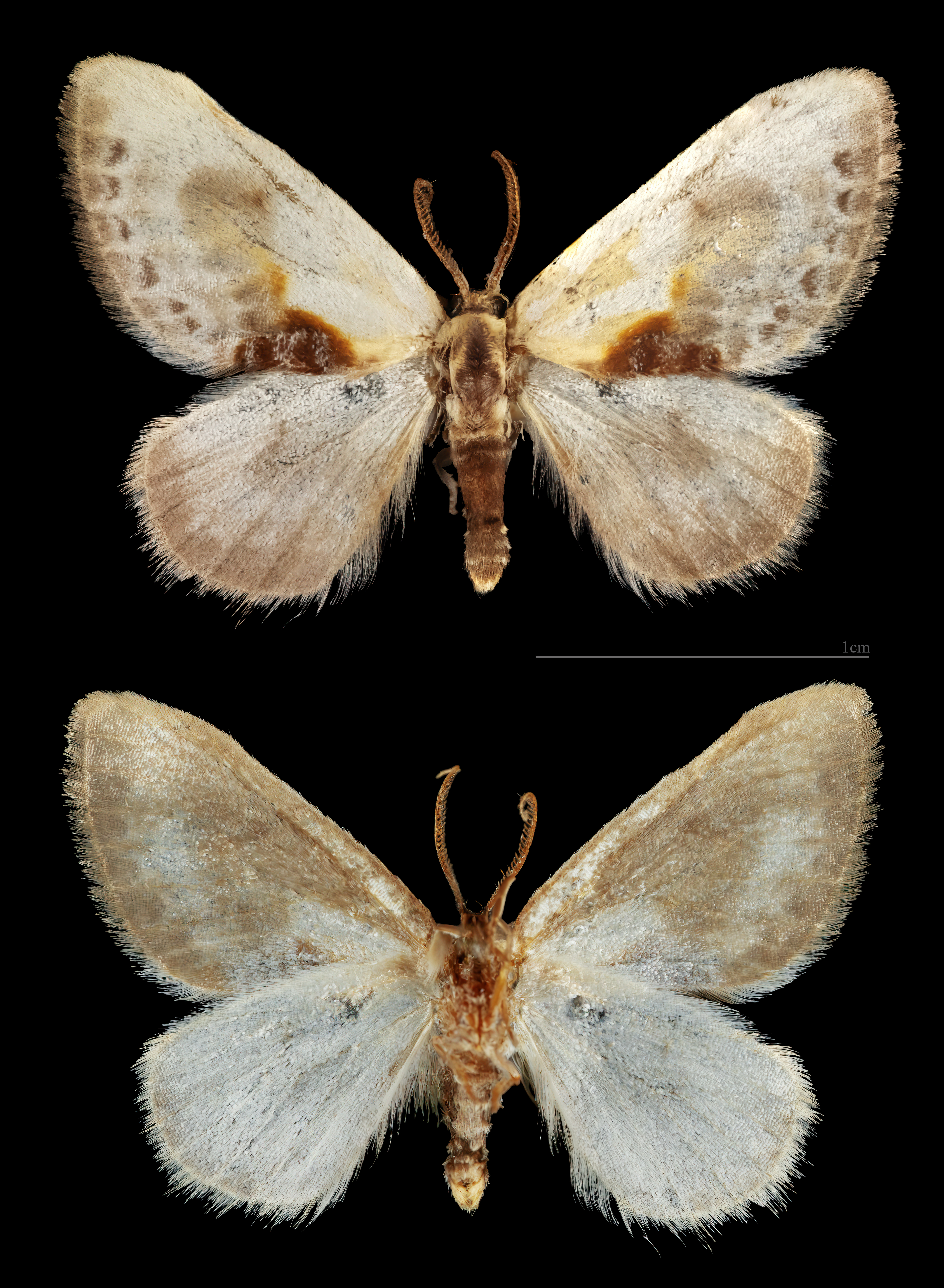
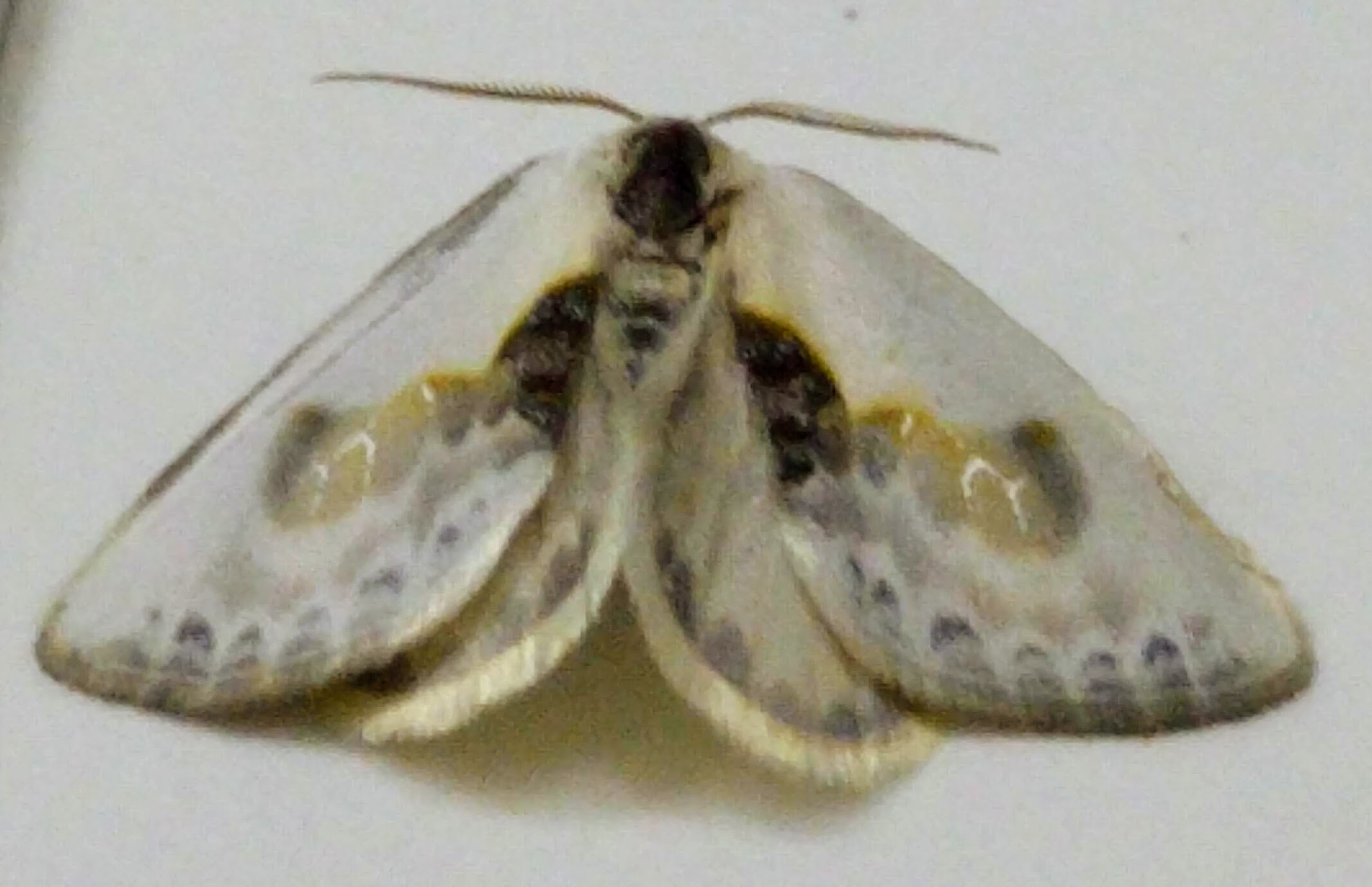
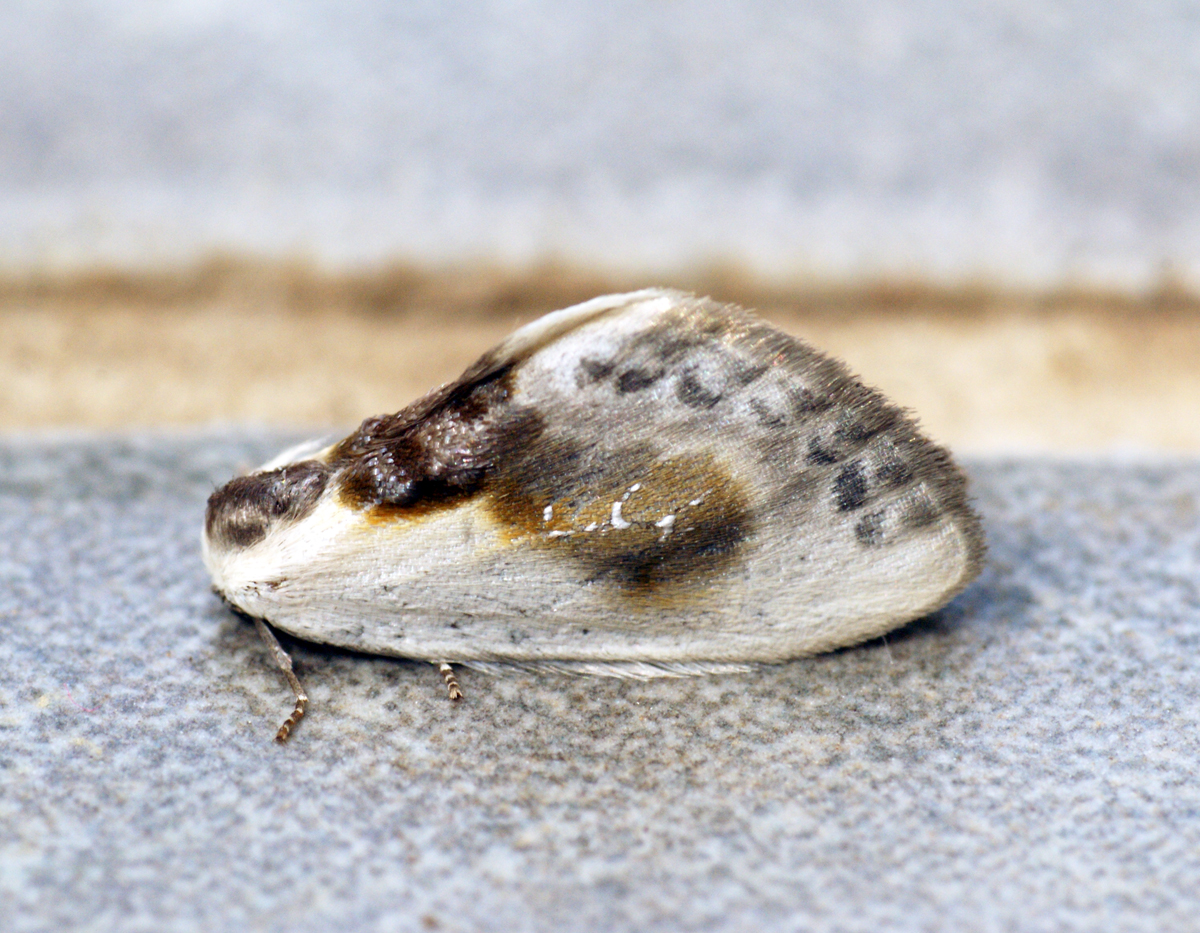
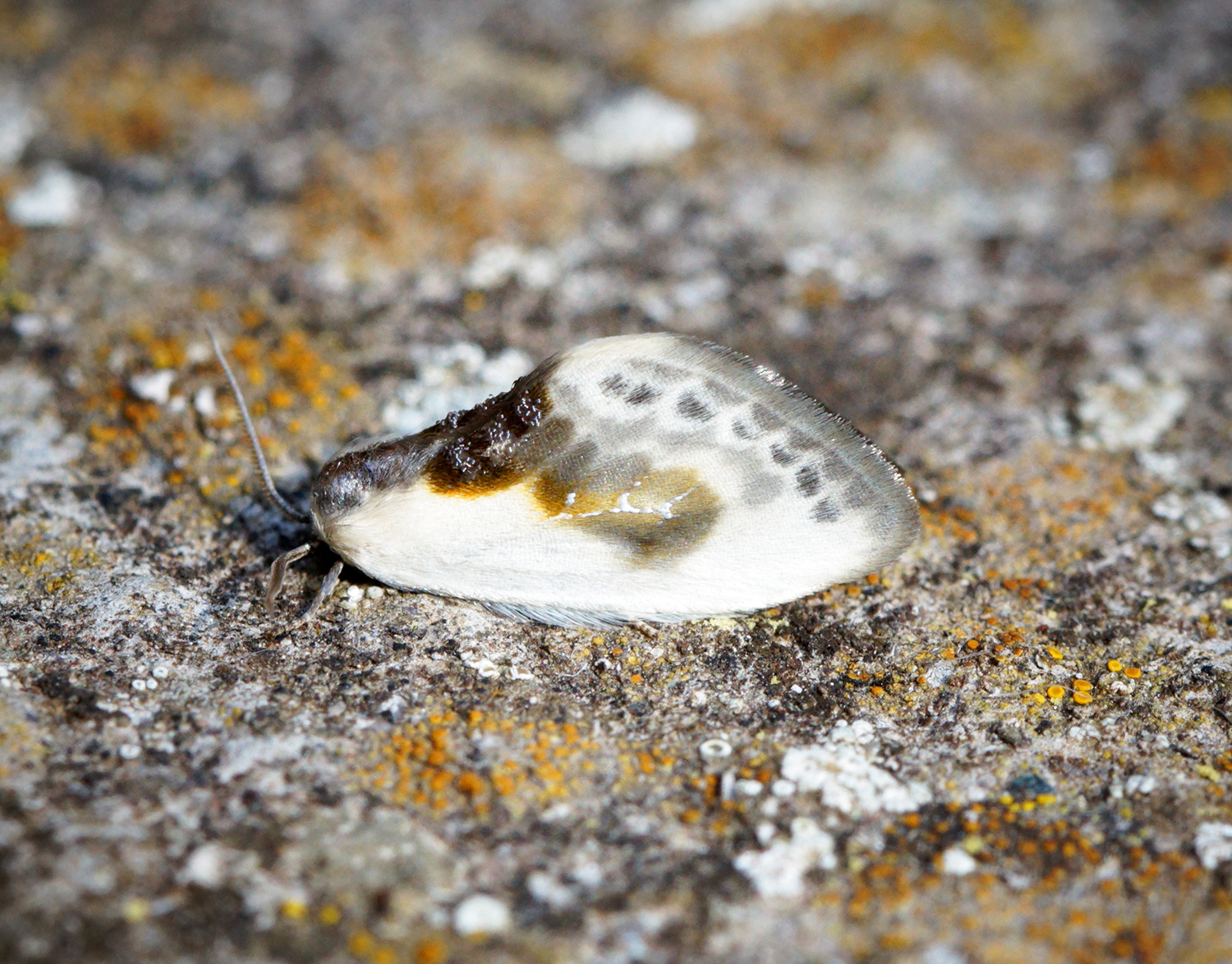
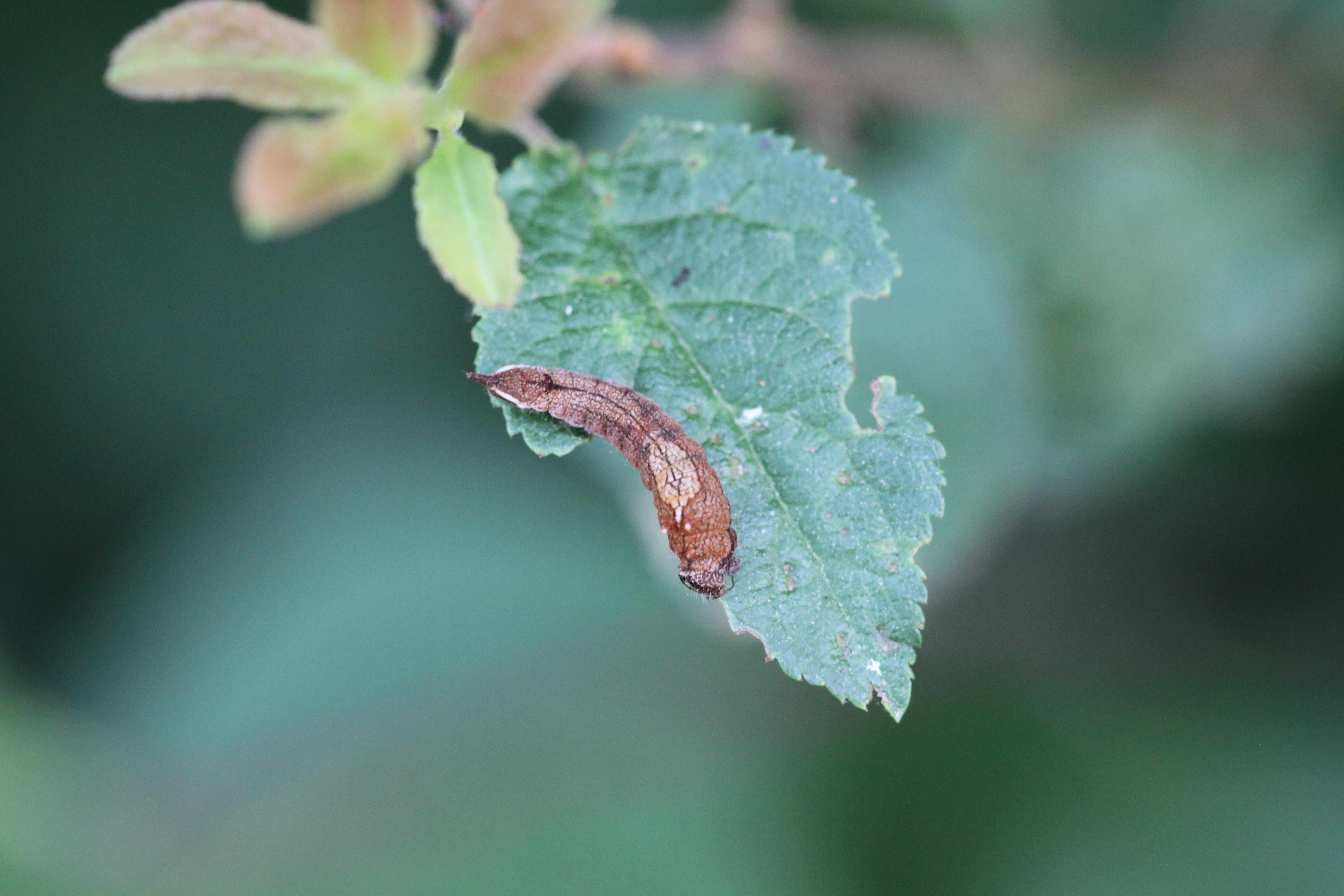

Magyarországon nem védett.